# ヨタ
ヨタ（yotta、記号: Y）は国際単位系 (SI) におけるSI接頭語の一つで、基礎となる単位の 1024（＝一𥝱）倍の量であることを示す。
1991年に定められたものであるが、名称決定には以下のような経緯がある。
ヨタが正式に定められる前、イタリア語で「8」を意味する otto（ギリシャ語の ὀκτώ (okto) とする説もある）に由来するオタ (otta) という接頭語が非公式に導入されていた。「8」を意味する語を用いたのは、1024 = 10008 だからである。しかし、otta ではその記号が「0（）」とまぎらわしい「O（）」になってしまうことから、otta を変形した yotta が導入されることとなった。
また、2進接頭辞にヨタに基づいたヨビ（yobi、記号: Yi）が用意されている。ヨビは 280 = 10248 倍を意味する。
1991年の制定時は「最大の値のSI接頭語」だったが、2022年11月18日に第27回国際度量衡総会 (CGPM) にて、1027のロナ (ronna、記号:R) と1030のクエタ (quetta、記号:Q) を新たなSI接頭語とすることに決定したため、31年続いたこの座を明け渡した。